# Luigi Di Biagio
Luigi Di Biagio (Róma, 1971. június 3. –) olasz válogatott labdarúgó. Posztját tekintve védekező középpályásként szerepelt.2013-tól az Olaszország U21-es válogatott kapitánya. 2018. február 5-én ideiglenesen az olasz felnőtt válogatott élére is kinevezték.

## Klubcsapatokban
Di Biagio Rómában született és itt is kezdett futballozni a Lazio csapatában. Ezt követően megfordult a Monza (1989-92), a Foggia (1992-95) együtteseinél, majd 1995-ben a másik nagy római klub az AS Roma szolgálataiba állt. A farkasoknál négy szezont töltött és ezután nem csak klubot, de várost is váltott. Az Internazionalehoz szerződött, ahol ugyancsak mint a Romanal 4 évig játszott. A következő csapata a Brescia volt 2003-tól egészen 2006-ig.
Az Ascoli gárdájához 2006 novemberében igazolt, de csak januárban lett a klub tényleges játékosa, miután a nyáron adminisztrációs okok miatt nem tudott csatlakozni az újonchoz. Éppen ezért a november és decemberi közötti időszakban a Polisportivo La Storta nevezetű római székhelyű amatőr klubban szerepelt. 2007 januárjában játszott első mérkőzést az Ascoli színeiben a Cagliari ellen, azonban az itt eltöltött időszak nem tartott sokáig ugyanis a szezon végén visszavonult.

## A válogatottban
Az Olasz labdarúgó-válogatottban 1998 és 2002 között szerepelt, így részt vett két világbajnokságon (1998, 2002) és egy Európa-bajnokságon (2000). Az 1998-as franciaországi világbajnokság negyeddöntőiben a házigazda Franciaországgal találkoztak és a mérkőzés rendes játékidejében illetve a hosszabbításban sem született gól, így következtek a büntetők. Itt azonban a saját büntetőjét kihagyta és csapata ezzel elbukta a tizenegyespárbajt.
A nemzeti csapatban összesen 31 alkalommal léphetett pályára és 2 gólt szerzett. Ezek közül az egyiket a 2000-es Európa-bajnokságon Svédország (2–1) ellen megnyert csoportmérkőzésen.

## Díjak
Internazionale
- Serie A: Második hely (2002-03)
- Coppa Italia: Második hely (2000)
- Supercoppa Italiana: Második hely (2000)

Olaszország
- Európa-bajnokság: Második hely (2000)

## Külső hivatkozások
- Játékosprofil a gazzetta.it honlapján
- origo.hu